# Maison blanche (Turku)
Pour les articles homonymes, voir Maison-Blanche (homonymie).
La maison blanche (en finnois : Valkoinen talo) est un édifice de style fonctionnaliste situé dans le quartier V à Turku en Finlande,.

## Présentation
La maison blanche est un immeuble de bureaux de quatre étages de style fonctionnaliste conçu par l'architecte Gunnar Wahlroos et achevé en 1937.
L'édifice est  situé sur la rive Est de l'Aurajoki.
La maison blanche a été construite pour Crichton-Vulcan, qui a fusionné en 1938 avec Wärtsilä. 
Le bâtiment a donc fonctionné comme bureau du chantier naval de Turku de Wärtsilä presque depuis le début et depuis 1999 comme siège d'Elomatic (fi),
Le bâtiment a été agrandi en 1951 et 1958 et surélevé en 1965.

## Protection
La maison blanche fait partie de l'sites culturels construits d'intérêt national en Finlande du port, du chantier naval et de la zone industrielle de l'embouchure de l'Aurajoki. 
Devant la porte principale est érigé le groupe de sculptures Helmet sculptée par Merja Pitkänen et dévoilé en 2011.

## Galerie

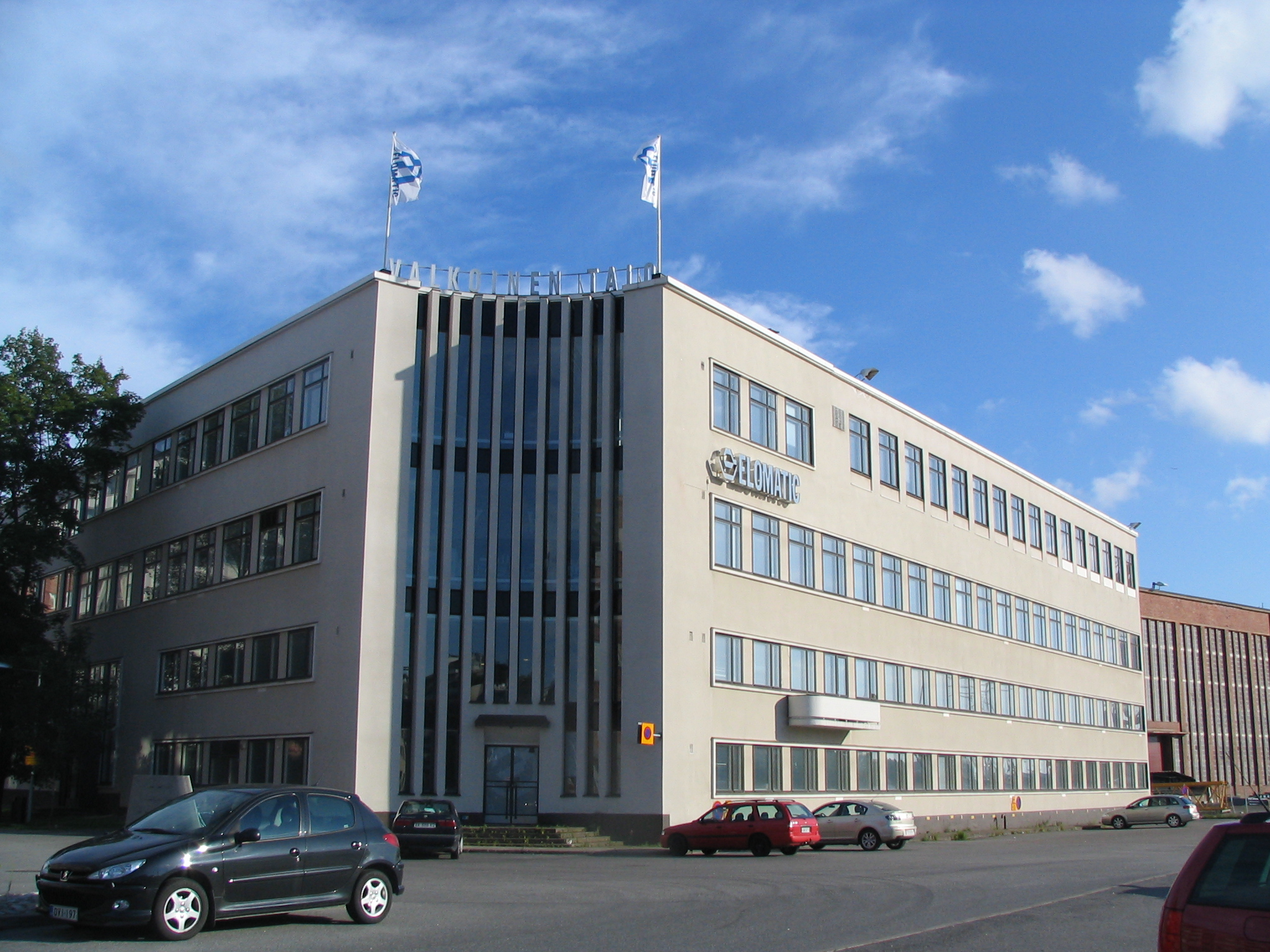
La maison blanche vue d'Itäinen Rantakatu en 2008.